# 삼산중학교
삼산중학교(三山中學校)는 대한민국 인천광역시 부평구 삼산동에 있는 공립 중학교이다.

## 학교 연혁
- 2004년 4월 2일 : 삼산중학교 설립인가(남녀공학)
- 2005년 3월 1일 : 제1대 정승열 교장 취임
- 2005년 3월 2일 : 2005학년도 8학급 310명 입학
- 2008년 2월 13일 : 제1회 졸업식 (졸업생 398명)
- 2024년 1월 5일 : 제17회 졸업식 (졸업생 322명) 졸업(누적 6,937명)
- 2024년 3월 4일 : 제20회 입학식 340명(11학급) 입학
- 2024년 9월 1일 : 제8대 정창재 교장 취임

## 참고 자료
- 삼산중학교 - 한국교육학술정보원 학교알리미